# 포남 328고지 전투
포남 328고지 전투는 1950년 8월 14일부터 대구로 진입하기 위해 낙동강을 도하하는 북한군 제3사단을 한국군 제1사단이 포남리에 위치한 328고지[위치는 36.0417도, 128.4328도]에서 저지한 전투로서, 북한군 3사단은 328고지를 점령하기 위해 지속적으로 공격하였으나 결국 막대한 손실만 입게 되었다. 이 전투로 인해 한국군은 영천방면으로 진격할 수 있었다.

## 배경
대구정면을 향하여 주공을 지향한 북한군 제3사단은 약목면일대에서 도하준비를 완료하고 8월 5일부터 8일 간에 걸쳐서 전차를 선두로 한국군 제1사단 15연대 정면을 공격하였다. 북한군 제3사단은 지휘소를 약목면에 두고 예하 보충, 제7연대, 제8연대와 1개 포병연대, 그리고 20여대의 전차가 지원하고 있었다. 북한군은 일시적으로 강 기슭의 몇 개 고지를 점령하였으나 폭격과 반격으로 인해 끝내 교두보를 확보하지 못하고 막대한 병력 손실만 입은 상태였다. 한국군 제1사단 15연대는 5일부터 시작된 전투에서 미군의 지원으로 방어선을 고수하였으며 개전 이래 처음으로 3.5인치 로켓포를 장비하게 되어 적 전차 타격이 가능해졌다. 8월 13일 한국군은 육군본부의 전선정비에 의해 현 방어선에서 물러나 새로운 방어선을 형성하였다. 8월 14일 한국군 제1사단은 사령부를 다부동 남쪽 9Km지점의 동석동(현 동명리 동명초등학교)에, 15연대는 사령부 북방 약 3Km 지점의 하지동(현 가천리)에 각각 배치하였다. 14일 10:00, 한국군 제15연대는 미 제1기병사단과 좌측에 인접하고, 우측에는 제12연대와 망정동선에서 접하였다. 제15연대는 328고지를 중심으로 우측능선에 1대대를 좌측능선에 3대대를 배치하였으며 2대대는 예비대로 다부동에서 대기하였다.

## 전투 경과

### 8월 14일
약목(若木)일대에서 북한군 제3사단의 증강된 1개연대 병력이 미명에 낙동강을 건너 한국군 제 15연대 진지로 공격을 감행했다. 제1대대와 제3대대는 328고지의 8부능선으로 물러나 배치하였으나 수세의 불리함과 지속적인 포격으로 인한 손실로 14:00에 이르러 남쪽의 464고지로 철수하였다. 재편성을 마친 제1대대와 제3대대는 16:00에 105mm포, 美 전폭기의 지원과 함께 반격하여 21:00에 328고지를 탈환하였다. 그러나 제3대대와 통신이 두절되었기 때문에 제15연대는 연대수색소대를 파견하여 서로 접촉할 수 있도록 하였다. 제2대대의 지휘소에 도착한 수색소대는 대대장의 요청에 따라 328고지의 좌측능선을 점령하였다. 그러나 밤중에 북한군의 기습으로 수색소대는 육박전을 전개하였으며 한국군은 1개분대 사상을 내었고, 북한군의 유기시체는 20구를 넘었다.

### 8월 15일
154고지 일대에서 병력을 재수습한 북한군은 미명에 재차 328고지로 공격을 시도하였다. 한국군은 완강한 저항으로 진지를 고수하였으나 22:00에 시작된 2개대대 규모의 전면적인 야습으로 328고지를 점령당하고 464고지로 물러났다.

### 8월 16일
328고지를 점령한 북한군은 진지를 보강중이었으며, 미명을 기해 보충연대의 병력이 한국군 제3대대와 좌측의 인접부대인 美 제5기병연대의 전투지경선(328고지와 자고산 303고지 사이의 개활지)으로 침투하여 한국군의 주 보급로를 차단하고자 하였다. 한국군 제3대대는 美 제5기병연대의 전차와 포병의 화력지원하에 반격하여 북한군을 격퇴하고 328고지의 제3대대 원진지를 08:30에 다시 탈환하였고, 한국군 제1대대도 09:30에 328고지를 점령하였다. 이날 美 극동공군의 B-29기 98대가 낙동강서부의 북한군 집결지로 예상되는 5.6×12km 평방지역에 전략폭격을 가하였다.

### 8월 17일
16일의 융단폭격으로 인해 17일은 모든 활동이 중지되었다.

### 8월 18일
한국군 제1, 3대대는 낙동강부근까지 진격하여 일부 잠복중이던 북한군을 섬멸하였다.

### 8월 19일
美 공군 전폭기의 활동과 미군 전차 포격으로 교착상태에 놓여있었다. 한국군 제1, 3대대는 강 기슭의 진지에서 북한군의 공격에 대비하였다.

### 8월 20일
북한군은 3일간의 재정비 끝에 美 공군의 출격이 없는 것을 기화로 369고지쪽에서 2개 대대 규모의 병력으로 한국군 제1대대의 154고지 진지를 점령하고 계속 진출하였다. 한국군 제1대대는 328고지로 물러나 청계동 선에 배치된 제3대대와 협동하여 반격을 개시하였으나 북한군의 집중포격으로 희생자가 속출하여 328고지의 배사면(背斜面)으로 진지를 변환하였다. 수차례 328고지의 공방전이 지속되었으나 07:30에 美 공군의 출격이 시작되면서 19:00에 이르러 한국군의 328고지를 완전히 점령하였다.

### 8월 21일
한국군 제15연대는 부대정비를 위해 미명에 美 제5기병연대에게 진지를 인계하고 328고지 후방에서 재편성하여 이른 아침 재차 진지를 인수하였다. 북한군은 09:00경부터 포화력을 집중시켰고, 약 2개 대대 규모의 병력으로 328고지 공격을 시작하였으나, 20:00에 이르러 일부 병력을 남겨놓고 퇴각하였다.

### 8월 22일
한국군 제1,3대대는 북한군의 지속적인 기습전을 사전에 격파하고자 01:00에 포남동과 청계동선까지 은밀하게 진출하였는데 북한군이 강 건너편에서 집중사격을 하여 일시적으로 혼란되었으나 05:00에 인접한 美 기병연대의 포병화력을 지원받아 북한군의 포진지를 제압함으로써 강 기슭에 진출하였다. 아침에 美 공군 전폭기가 북한군의 포진지를 공격하였으며, 북한군은 18:00에 369고지로 모두 퇴각하였다.

### 8월 23일~29일
북한군 제15사단이 8월 20일 영천쪽으로 전진함으로 기간중에는 가벼운 정찰전만 되풀이 되었다.

### 8월 30일
한국군 제15연대는 2개 대대 병력으로 북한군 제3사단과 328고지에서 도합9차에 걸친 공방전을 전개하여 많은 손실을 보았으나 진지를 고수하였고 13:00에 진지를 美 제1기병사단에 인계하고 대구로 이동하였다.

## 결과
북한군 제3사단은 8월13일부터 30일까지 328고지를 점령하고자 하였으나, 美 공군의 공중폭격과 한국군의 저항으로 막대한 손실만을 입게되었다. 더구나 북한군 제15사단이 영천쪽으로 전진함으로써 전선이 넓어지고 보급의 지연과 탄약의 부족으로 인해 지속적인 공격이 불가능하였다. 북한군 제3사단을 지원하던 전차도 美 공군과 한국군이 장비한 3.5인치 로켓포에 파괴되어 전차 지원 없는 전투를 하게 되었다. 반면 한국군 제1사단 15연대는 328고지를 사수하고 8월 30일부터 기동을 시작하여 17:00에 대구, 하양을 거쳐 21:00에 신덕동까지 이동을 완료하였다.

## 참고
국방부, <<한국전쟁사>>, 1970